# Владимиров, Михаил Владимирович (государственный деятель)
Михаил Владимирович Владимиров (1788—1855) — русский государственный деятель, действительный статский советник. Пермский вице-губернатор.

## Биография
В службе с 13 апреля 1811 года. С 6 ноября 1842 года в чине действительного статского советника. В 1836—1838 годах был председателем Томского губернского правления. Как указано в формулярном списке «исправлял дела Томского гражданского губернатора с 20 марта по 5 апреля, с 13 июля по 11 ноября и с 11 декабря 1837 по 13 мая 1838 года». Но уже 27 марта 1838 года был назначен вице-губернатором в Пермскую губернию, где работал с губернатором Ильёй Ивановичем Огарёвым в течение 17 лет; был членом тюремного попечительного комитета, награждён орденами Св. Станислава 2-й степени, Св. Анны 2-й степени и Св. Владимира 3-й степени.
Был дважды женат.
Умер 8 (20) марта 1855 года в Перми. Похоронен на Архиерейском кладбище.
В Перми сохранился дом, где жил М. В. Владимиров: Сибирская, 25 / Екатерининская, 68а.